# Сулія (футбольний клуб)
«Сулія» (ісп. Zulia Fútbol Club) — венесуельський футбольний клуб з міста Маракайбо. На даний момент виступає в Прімері Венесуели, найсильнішому дивізіоні країни.

## Історія
Клуб заснований 16 січня 2005 року. Почав свої виступи в четвертому за силою дивізіоні Венесуели, кожен сезон завершував підвищенням у класі, і в сезоні 2008/09 «Сулія» дебютувала в вищому дивізіоні Венесуели.
У своєму дебютному сезоні клуб посів високе 5-е місце з 18 команд, лише за крок зупинившись від потрапляння до південноамериканських кубків. У наступному сезоні 2009/10 «Сулія» посіла 6-е місце і знову їй не вистачило одного місця для потрапляння в Південноамериканський кубок. Сезон 2010/11 клуб завершив не надто вдало, завершивши чемпіонат лише на 14-й позиції.
Домашні матчі команда проводить на стадіоні «Хосе Паченчо Ромеро», що вміщає 40 800 глядачів, на цьому стадіоні проводилися матчі Кубка Америки 2007.

## Досягнення
- Віце-чемпіон Венесуели (1): 2016
- Чемпіон Другого дивізіону Венесуели (1): 2007/08
- Володар Кубка Венесуели (2) діє до: 2016, 2018

## Знамениті гравці
- Ектор Бідольйо
- Андре Гонсалез
- Фернандо Де Орнелас
- Йоандрі Ороско